# Levyna-Ca

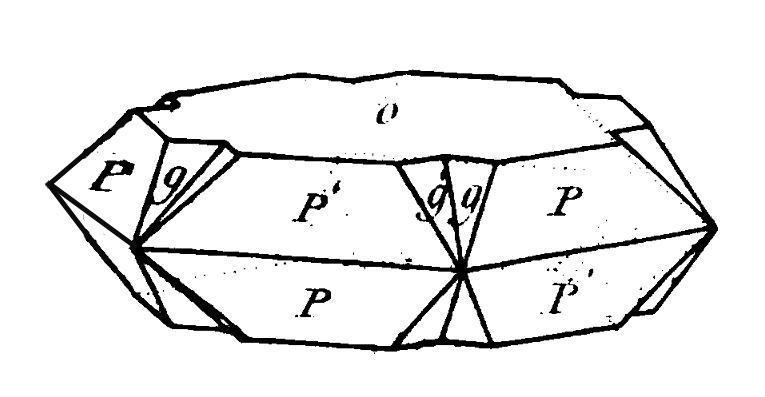
Macla de levyna, según Brewster (1825). «Description of levyne, a new mineral species».

La levyna-Ca es la especie en la que el calcio es el catión dominante en el lugar intercambiable de esta zeolita. Se considera como localidad tipo  Dalsnipa (Dalsnypen en la publicación), en la isla de Sandoy, Islas Feroe, Dinamarca, en la que se encontraron los ejemplares que permitieron caracterizar a la levyna. El nombre es un homenaje al mineralogista francés Serve-Dieu Abailard Armand Lévy, y fue propuesto por David Brewster en 1825.

## Propiedades físicas y químicas
La Levyna-Ca aparece como cristales de aspecto tabular delgado y contorno hexagonal, que son realmente una macla formada por seis individuos, uno por cada uno de los lados del hexágono, de modo que las bases de la tableta están formadas por las caras pinacoidales de los cristales individuales. Las maclas  tienen un tamaño de unos cuantos milímetros, aunque se conocen ejemplares centimétricos. No suelen apreciarse los ángulos entrantes, excepto en los ejemplares procedentes de la localidad tipo, que puedan además alcanzar tamaños de hasta 3 cm. La levyna es incolora o de color blanco, a veces amarilla cuando está coloreada por óxidos de hierro.
Además del calcio como catión dominante en la posición del catión intercambiable, puede contener sodio, potasio y magnesio.

## Yacimientos
la levyna-Ca es un zeolita relativamente poco frecuente, presente en algunas  decenas de yacimientos en el mundo. Se encuentra en vacuolas de rocas volcánicas, especialmente basaltos olivínicos.  Es habitual que los cristales de levyna estén recubiertos en sus caras basales por offretita y/o erionita en crecimiento epitaxial, que forman una fina capa con brillo sedoso.  Un yacimiento muy conocido es la cantera de Beech Creek, en el monte Vernon, condado de Grant, Oregón (USA). En Argentina se ha encontrado, asociada con epistilbita y wairakita, en el basalto del Cerro China Muerta, en Neuquén. En España se encuentra en las canteras explotadas en los volcanes de Cerro Moreno y Herrerías, en el Campo de Calatrava, provincia de Ciudad Real, asociada a gismondina y chabasita. En la isla de Lanzarote aparece levyna-Ca, asociada a chabasita,  en los basaltos que afloran en la Punta del Águila, en Yaiza.